# Сегура (Іспанія)
Сегура (баск. Segura, ісп. Segura) — муніципалітет в Іспанії, у складі автономної спільноти Країна Басків, у провінції Гіпускоа. Населення — 1391 особа (2009).
Муніципалітет розташований на відстані близько 310 км на північ від Мадрида, 41 км на південний захід від Сан-Себастьяна.

## Демографія
Динаміка населення (INE ):

## Галерея зображень

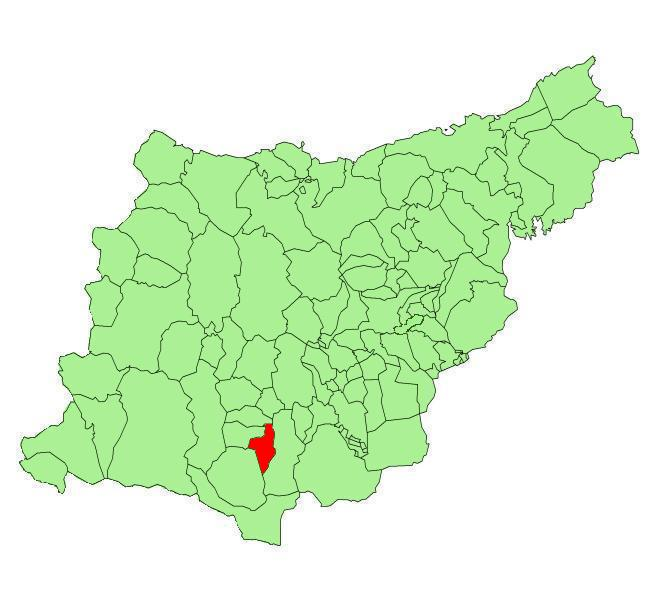
Розташування муніципалітету
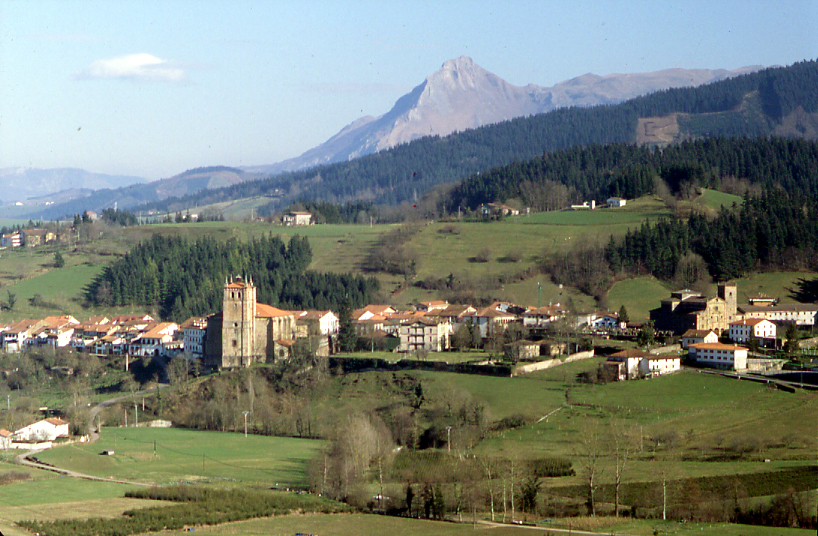
Гори Аралар і місто Сегура